# Гуляйполе (Полтавская область)
Гуляйпо́ле (укр. Гуляйполе) — село,
Обозновский сельский совет,
Глобинский район,
Полтавская область,
Украина.
Код КОАТУУ — 5320685803. Население по переписи 2001 года составляло 19 человек.

## Географическое положение
Село Гуляйполе находится на берегу реки Омельник,
выше по течению на расстоянии в 0,5 км расположено село Обозновка,
ниже по течению примыкает село Найдёновка (Кременчугский район).
Река в этом месте пересыхает.